# Anaysi Hernández
Anaysi Hernández (n. 30 august 1981, Cienfuegos, Cuba) este o sportivă ce a reprezentat Cuba, medaliată olimpică. A participat la 2 ediții ale Jocurilor Olimpice (2004, 2008) în care a câștigat o medalie de argint.